# Hårup (Aarhus Kommune)
 For alternative betydninger, se Hårup. (Se også artikler, som begynder med Hårup)
Hårup er en lille by i Østjylland med 900 indbyggere  (2024), beliggende i Todbjerg Sogn nord for Aarhus mellem Todbjerg og Mejlby.
Hårup ligger i Aarhus Kommune og hører til Region Midtjylland.